# HMS C1
HMS C1 – brytyjski okręt podwodny typu C. Zbudowany w latach 1905–1906 w Vickers w Barrow-in-Furness. Okręt został wodowany 10 lipca 1906 roku i rozpoczął służbę w Royal Navy 23 października 1906 roku. 
W 1914 roku C1 stacjonował w Sheerness przydzielony do Piątej Flotylli Łodzi Podwodnych (5th Submarine Flotilla) pod dowództwem LCdr. Clyfford H. Warrena.
23 kwietnia 1918 C1 został załadowany materiałami wybuchowymi. Miał być podprowadzony na holu w okolice Zeebrugge w celu zniszczenia wiaduktu łączącego molo portowe ze stałym lądem. Jednak z dwóch wytypowanych do tego zadania okrętów ostatecznie HMS C3 został użyty do wykonania zadania. 
Okręt został sprzedany w październiku 1920 roku i zezłomowany.